# Жизномирський монастир Преображення Господнього
Жизномирський монастир Преображення Господнього — згромадження монахів у XVII–XVIII століттях поблизу села Жизномир (нині Бучацького району Тернопільської області).

## Історичні відомості

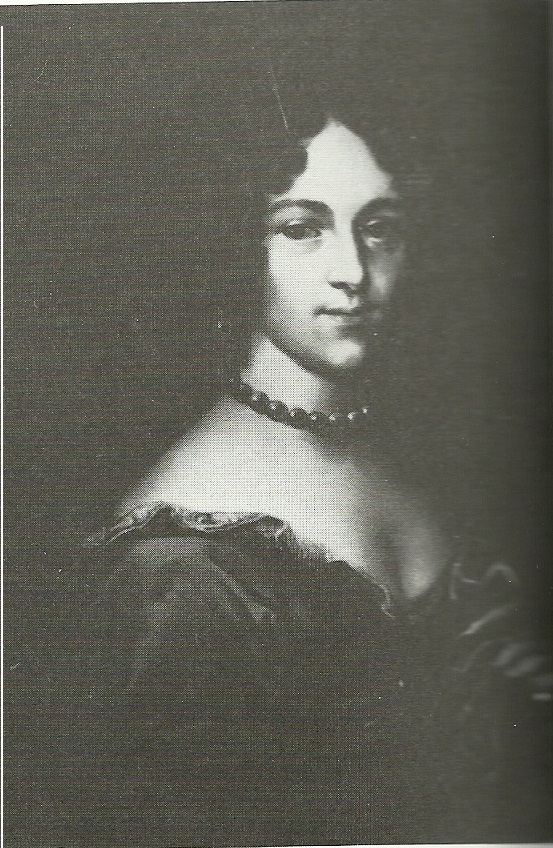
Марія Амалія Могилянка

Заснований, за одними даними, у середині XVI ст. або раніше, за іншими, як православний близько 1600 р. Збудований у 1600–1606 роках за матеріальної підтримки переважно доньки молдавського господаря Єремії Могили Марії Могилянки (послала гроші, коли ще не була дружиною Стефана Потоцького) та її чоловіка — брацлавського воєводи Стефана Потоцького (надав ґрунт (тобто земельну ділянку), город, ліс). Церква Преображення Господнього була зведена в оборонному стилі.
На монастир не раз нападали ординці. Під час нападів тут часто переховувались мешканці Жизномира, околиць, бо монастир був повністю оточений лісом.
1700 р. приєднався до ЧСВВ. Серед актів Бучацького монастиря була (можливо, збереглася) грамота з підписом його засновника — Белзького воєводи Стефана Александра Потоцького (внука фундаторки) від 3 червня 1715 р., за якою ігуменом монастиря був призначений о. Сильвестр Тарасевич (до 1711 року він був останнім ігуменом Завалівського монастиря). 1724 року закритий і прилучений до Бучацького монастиря після смерті о. Сильвестра Тарасевича. Баронч Садок вказує, що це було рішенням С. А. Потоцького з метою розвитку Бучацького монастиря.
1781 року через мізерний дохід монастиря в церкві перестали відправляти служби. Будівлі та церкву монастиря сильно пошкодила пожежа 1798 р., яку спричинив пустельник, що тут мешкав.
Церква монастиря — одна з небагатьох пам'яток так званого тетриконхового типу церков.